# Lamin Tucker
Lamin Tucker (ur. 15 września 1982) – sierraleoński lekkoatleta, sprinter specjalizujący się w biegu na 100 metrów, olimpijczyk z Aten.
W 2004 roku reprezentował swój kraj na igrzyskach w Atenach. Startował w biegu na 100 metrów mężczyzn - odpadł w 1 rundzie z czasem 10,72 s. Dwa lata później brał udział w Igrzyskach Wspólnoty Narodów, gdzie osiągnął czas 10,80 s. 

## Rekordy życiowe
| Dystans       | Wynik (s) | Miejsce | Data             |
| ------------- | --------- | ------- | ---------------- |
| Bieg na 100 m | 10,72     | Ateny   | 21 sierpnia 2004 |